# 文山薹草
文山薹草（学名：Carex wenshanensis）为莎草科薹草属的植物，其种加词“wenshanensis”意为“云南文山的”。中国特有植物。分布于中国大陆的云南等地，生长于海拔2,400米的地区，一般生于山脊常绿阔叶林下，目前尚未由人工引种栽培。